# Hubert Bung
Hubert (Hubertus) Bung (* 17. Mai 1920 in Köln; † 18. Juni 2004) war ein deutscher Jurist und Brigadegeneral der Luftwaffe der Bundeswehr.

## Leben
Bung, trat am 1. Oktober 1938 in die Wehrmacht ein und wurde Rekrut im I. Bataillon/Artillerieregiment 70 in Niederlahnstein. Am 1. Juni 1942 wurde er zum Leutnant der Reserve ernannt. Er war von August 1942 bis November 1944 Vorgeschobener Beobachter, Batterieführer und Abteilungs-Adjutant im Artillerieregiment 70 in Russland und Rumänien. Am 1. September 1944 wurde er zum Oberleutnant der Reserve ernannt. Von November 1944 bis Mai 1945 war er Batterieführer und Batteriechef im Artillerieregiment 34 in Italien. Von Mai 1945 bis Februar 1947 war er in US-amerikanischer Kriegsgefangenschaft.
Von 1947 bis 1951 studierte er Rechtswissenschaften an der Universität des Saarlandes in Saarbrücken. Er legte das erste und zweite Staatsexamen ab und promovierte zum Dr. jur. Es folgte die Zulassung als Rechtsanwalt.
1957 trat er in die Bundeswehr als Stabsoffizier mit Befähigung zum Richteramt ein und wurde im Kommando der Schulen der Luftwaffe in Fürstenfeldbruck zum Stabsoffizier ausgebildet. 1959/60 nahm er am 3. Generalstabslehrgang Luftwaffe an der Führungsakademie der Bundeswehr in Hamburg teil, wo er zum Offizier im Generalstabsdienst ausgebildet wurde. Von 1960 bis 1962 war er A 1 (Personal) der 1. Luftwaffendivision in München. 1962 wurde er Referent Personal im Bundesministerium der Verteidigung in Bonn. 1964 wechselte er als A 1 zur Luftwaffengruppe Nord nach Münster. 1966 wurde er zum Oberst befördert. Von 1969 bis 1972 war er Referatsleiter im Führungsstab der Streitkräfte (Fü S I 2) in Bonn.
Von 1972 bis 1976 war er Verteidigungsattaché an der Deutschen Botschaft Paris in Frankreich. 1976/77 war er Stabsabteilungsleiter im Führungsstab der Streitkräfte (Fü S I) und Beauftragter für Erziehung und Ausbildung beim Generalinspekteur der Bundeswehr in Bonn. 1978 wurde Bung als Brigadegeneral (ab 1972) auf eigenen Wunsch in den Ruhestand versetzt.
Bung war Sohn eines Kaufmanns, mit einer Freiin von Schönberg verheiratet und Vater von drei Kindern.

## Schriften (Auswahl)
- Bildung, Erziehung und Ausbildung in der Bundeswehr (= Die Bundeswehr. Bd. 6). Walhalla-u-Praetoria-Verlag, Regensburg 1980, ISBN 3-8029-6426-8.